# Venas
Venas é uma comuna francesa na região administrativa de Auvérnia-Ródano-Alpes, no departamento Allier. Estende-se por uma área de 30,88 km². Em 2010 a comuna tinha 246 habitantes (densidade: 8 hab./km²).